# Miroslav Bogosavac
Miroslav Bogosovac (in serbo Мирослав Богосавац?; Sremska Mitrovica, 14 ottobre 1996) è un calciatore serbo, difensore dell'Achmat Groznyj.

## Caratteristiche tecniche
È un terzino sinistro.

## Palmarès

### Club

#### Competizioni nazionali
- Coppa di Serbia: 1

Partizan: 2015-2016